# Arsenal

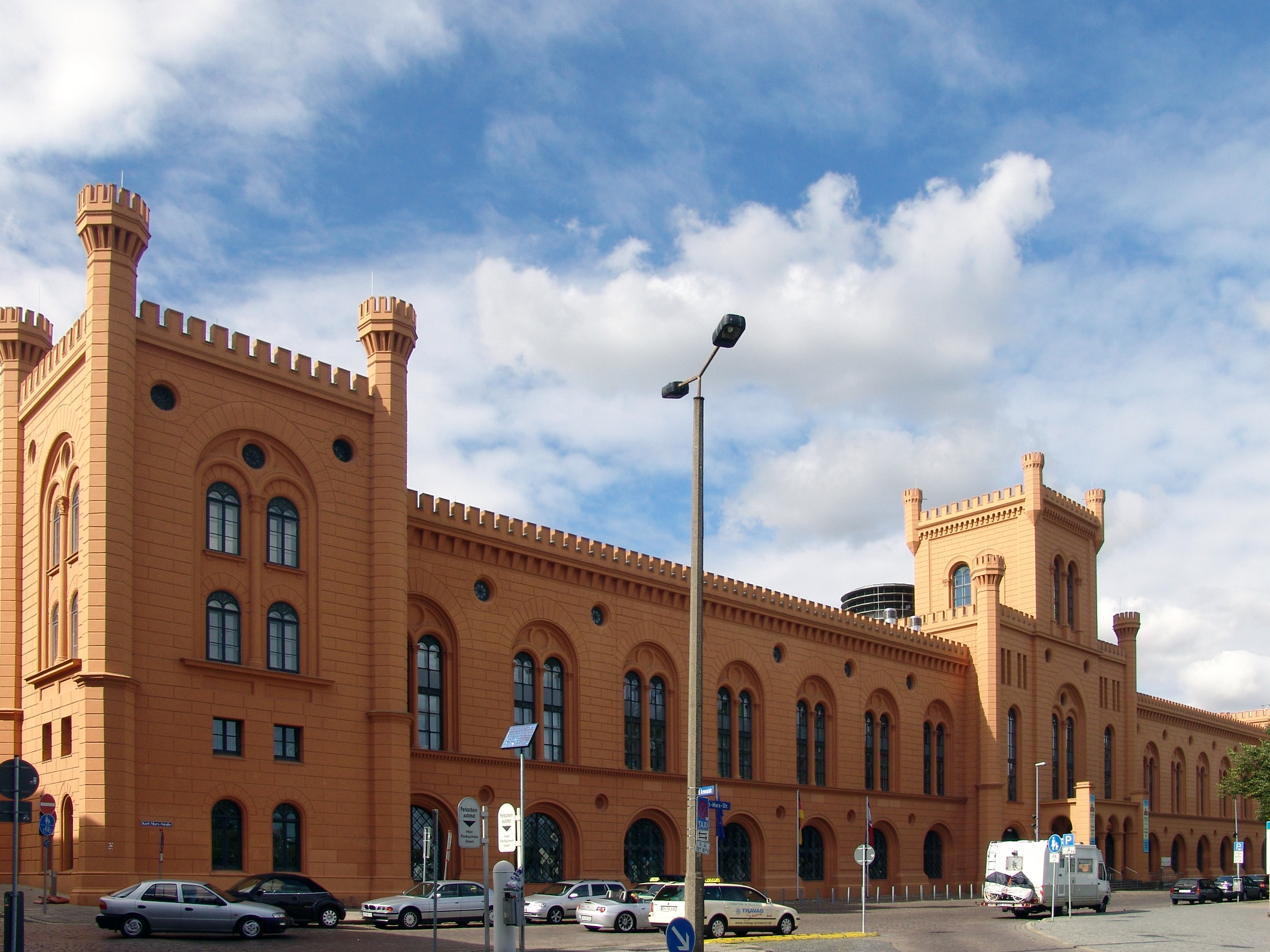
Arsenal am Pfaffenteich in Schwerin (erbaut 1840–44)

Ein Arsenal (italienisch arsenale, französisch arsenal, katalanisch drassanes aus dem arabischen dār as-ṣināʿa / دار الصناعة / ‚Werkstatt, Fabrik‘) ist eine militärische Einrichtung mit einem Betrieb, in dem Waffensysteme und andere Geräte, Maschinen und Anlagen der Streitkräfte gelagert, gewartet und repariert werden. Bis zum 17. Jahrhundert bezog sich der Begriff, ausgehend von dem namensgebenden Arsenal von Venedig, lediglich auf Marinewerkstätten. Die entsprechende Einrichtung für die Waffen der Landstreitkräfte wurde Zeughaus genannt.
Ein reines Lager für Schusswaffen-Munition, Fliegerbomben und Raketen wird auch Munitionsdepot oder -lager genannt. Eigens als Waffenlager erbaute Gebäude wurden im deutschen Sprachraum auch als Zeughaus bezeichnet.
Baulich besteht ein Arsenal aus Lagerhallen und Werkstätten. Marinearsenale können darüber hinaus Reparaturwerften mit eigenen Dockanlagen sein. 
In Deutschland unterstehen Arsenale dem Bundesamt für Ausrüstung, Informationstechnik und Nutzung der Bundeswehr, einer zivilen Behörde im Geschäftsbereich des Verteidigungsministeriums. Die Marinearsenalbetriebe befinden sich in Wilhelmshaven, Kiel und Warnemünde. Die französische Marine betreibt ein Marinearsenal in Toulon.

## Geschichte

Die Arsenales de Guerra („Kriegsarsenale“) in Santiago de Chile, 1896 zugleich als Artillerie-Kaserne erbaut (Aufnahme 1916)

Namensgebend ist als ältestes und historisch bedeutendstes das Arsenal von Venedig. Mit dessen Bau wurde im Jahr 1104 begonnen, Teile davon werden noch heute vom Militär genutzt.

## Weitere Bedeutungen
Im übertragenen Sinne wird mit Arsenal der Waffenbestand einer Armee oder eines ganzen Staats bezeichnet.
Auch Waffensammlungen von Einzelpersonen oder Adelshäusern sowie Ausstellungssäle werden als Arsenal bezeichnet.